# القصيمة
القصيمة إحدى قرى مركز الحسنة التابع لمحافظة شمال سيناء بجمهورية مصر العربية.